# منطقه صلح و همکاری اقیانوس اطلس جنوبی
منطقه صلح و همکاری اقیانوس اطلس جنوبی یک سازمان و اتحاد نظامی است که در سال ۱۹۸۶ (میلادی) با ابتکار عمل برزیل با تصویب قطع‌نامه A/RES/41/11 مجمع عمومی سازمان ملل متحد پدید آمد. هدف این سازمان افزایش همکاری و حفاظت از صلح و امنیت در منطقه اقیانوس اطلس جنوبی بود. این سازمان، توجه ویژه‌ای به پیشگیری از گسترش جنگ‌افزارهای هسته‌ای و کاهش و حذف حضور نظامی کشورهای بیگانه دارد.
اعضای منطقه صلح و همکاری اقیانوس اطلس جنوبی در نشست سپتامبر ۱۹۹۴ (میلادی) در برازیلیا اعلام کردند که همه کشورهای عضو این سازمان خلع سلاح هسته‌ای خواهند شد. به جز ایالات متحده آمریکا، بریتانیا، و فرانسه، دیگر اعضای مجمع عمومی سازمان ملل متحد از این ابتکار عمل استقبال کردند.
منطقه صلح و همکاری اقیانوس اطلس جنوبی، هم‌اکنون یک منطقه بدون جنگ‌افزار هسته‌ای است. همه کشورهای عضو آن، پیمان‌های بین‌المللی منع استفاده از جنگ‌افزارهای هسته‌ای را امضا کرده‌اند. نمونه این پیمان‌ها پیمان تلاتلولکو برای آمریکای لاتین و دریای کارائیب و پیمان پلیندابا برای آفریقا هستند. اگرچه آبخوست‌های پشته میانی اقیانوس اطلس، سنت هلن و وابسته‌های آن (جزیره اسنشن و تریستان دا کونا) که بخشی از سرزمین‌های فرادریایی بریتانیا هستند، و جزیره بووه در مالکیت نروژ شامل این پیمان‌ها نمی‌شوند.

## اعضا

کشورهای عضو منطقه صلح و همکاری اقیانوس اطلس جنوبی

| آنگولا                |
| آرژانتین              |
| بنین                  |
| برزیل                 |
| کیپ ورد               |
| کامرون                |
| جمهوری کنگو           |
| جمهوری دموکراتیک کنگو |
| گینه استوایی          |
| گابن                  |
| گامبیا                |
| غنا                   |
| گینه                  |
| گینه بیسائو           |
| ساحل عاج              |
| لیبریا                |
| نامیبیا               |
| نیجریه                |
| سائوتومه و پرنسیپ     |
| سنگال                 |
| سیرالئون              |
| آفریقای جنوبی         |
| توگو                  |
| اروگوئه               |